# Tango Gameworks
Tango Gameworks — японський розробник відеоігор, що базується в Токіо та належить ZeniMax Media, дочірній компанії Xbox Game Studios. Студія була заснована у 2010 році Сіндзі Мікамі, який до цього працював у Capcom. Tango розробила виживальні жахи The Evil Within та The Evil Within 2, пригодницький бойовик Ghostwire: Tokyo, мобільну гру Hero Dice та ритмічний бойовик Hi-Fi Rush.

## Історія

### Передумови та заснування

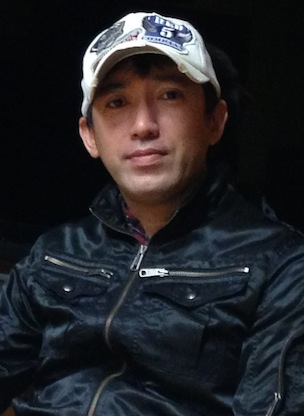
Сіндзі Мікамі, засновник та виконавчий продюсер Tango Gameworks.

Сіндзі Мікамі працював у відеоігровій компанії Capcom з 1989 року, займаючись кількома її франшизами та створивши серію жахів Resident Evil. Згодом Capcom стала занадто великою для Мікамі, який також хотів розробляти ігри, які ґрунтувалися на концепціях, відмінних від жахів. Деякий час він працював фрилансером, керуючи розробкою Vanquish, пригодницького шутера від студії PlatinumGames, і був продюсером Shadows of the Damned, пригодницької гри з елементами жахів від Grasshopper Manufacture. Компанія Sega неодноразово зверталася до Мікамі з проханням розробити для них гру жахів, але він відмовився.
1 березня 2010 року Мікамі, разом із дванадцятьма іншими розробниками, заснував Tango Gameworks в Токіо, куди він переїхав зі свого колишнього офісу в Осаці. Сігенорі Нісікава, який керував розробкою MadWorld у PlatinumGames, приєднався до студії в травні. Tango одразу розпочала роботу над кількома проєктами, тоді як одна невелика команда пів року розробляла жартівливу гру, протагоністом якої був тарган, що стояв на двох ногах і стріляв із пістолета. Основним проєктом студії була Noah, науково-фантастична пригодницька гра на виживання з відкритим світом, натхненна фільмом «Дюна» (1984). Її дії відбувалися на Землі, яка здебільшого стала непридатною для життя, а людство переселилося на інші планети, де одна з колоній втрачає контакт з іншими, тому дослідницькій групі доручається знайти її.

### Придбання ZeniMax Media
Невдовзі після початку розробки Noah, студія зіткнулася з фінансовими проблемами. Після того, як видавець відеоігор Bethesda Softworks вирішив допомогти студії, вона була придбана ZeniMax Media, материнською компанією Bethesda, що було оголошено 28 жовтня 2010 року. Tango була об'єднана з ZeniMax Asia K.K., азійсько-тихоокеанським відділенням ZeniMax, і реорганізована як підрозділ під назвою Tango Gameworks. Для придбання ZeniMax використала частину 150 млн $, раніше залучених у рамках приватного фінансування. Мікамі погодився на угоду оскільки вважав, що Bethesda і ZeniMax нададуть «найнезалежніше» середовище розробки для Tango. У листопаді композитор Масафумі Такада, який раніше працював над проєктами студії Grasshopper Manufacture, а також художник Наокі Катакаї та програміст Синітіро Ішікава, які працювали в Capcom, приєдналися до студії.
Noah була скасована на користь нового ААА-проєкту Zwei, що розповідав про чоловіка й жінку, які були скуті ланцюгом і полювали на вампіра, тоді як ігровий процес передбачав, що два гравці контролюватимуть кожного персонажа індивідуально або один гравець одночасно. Zwei була анонсована у квітні 2012 року. У міру розробки проєкт перетворився на однокористувацьку гру в жанрі виживальних жахів, яка отримала назву The Evil Within і була випущена в жовтні 2014 року. Її продовження, The Evil Within 2, було анонсовано в червні 2017 року і випущено в жовтні. Студія розробляє пригодницький бойовик з елементами жахів Ghostwire: Tokyo, який було анонсовано на виставці E3 в червні 2019 року й випущено у 2022-му. У вересні 2019-го креативний директор Ікумі Накамура покинув студію після дев'яти років праці.
ZeniMax Media була придбана Microsoft за 7,5 млрд $ у березні 2021 року і стала частиною Xbox Game Studios. Студія розробила умовно-безкоштовну гру Hero Dice для Android та iOS, яка була випущена навесні 2022 року. У січні 2023 року було випущено ритмічний бойовик Hi-Fi Rush, який отримав загалом схвальні відгуки. Наступного місяця було повідомлено, що Мікамі вирішив піти зі студії.

## Розроблені ігри
| Рік  | Назва             | Платформа                                                           | Видавець           |
| ---- | ----------------- | ------------------------------------------------------------------- | ------------------ |
| 2014 | The Evil Within   | Microsoft Windows, PlayStation 3, PlayStation 4, Xbox 360, Xbox One | Bethesda Softworks |
| 2017 | The Evil Within 2 | Microsoft Windows, PlayStation 4, Xbox One                          | Bethesda Softworks |
| 2022 | Ghostwire: Tokyo  | Microsoft Windows, PlayStation 5                                    | Bethesda Softworks |
| 2022 | Hero Dice         | Android, iOS                                                        | ZeniMax Asia K.K.  |
| 2023 | Hi-Fi Rush        | Microsoft Windows, Xbox Series X/S                                  | Bethesda Softworks |